# Рафік Саїфі
Рафі́к Са́їфі (араб. رفيق صايفي; нар. 7 лютого 1975, м. Алжир, Алжир) — алжирський футболіст, що грав на позиції нападника. Гравець національної збірної Алжиру. 